# Oxyopes ratnae
Oxyopes ratnae là một loài nhện trong họ Oxyopidae.
Loài này thuộc chi Oxyopes. Oxyopes ratnae được Benoy Krishna Tikader miêu tả năm 1970.